# Уотсон, Эдвин
Эдвин Мартин «Па» Уотсон (англ. Edwin Martin "Pa" Watson; 10 декабря 1883, Юфола, штат Алабама — 20 февраля 1945) — генерал-майор армии США, военный советник, помощник и секретарь президента Франклина Рузвельта.

## Биография

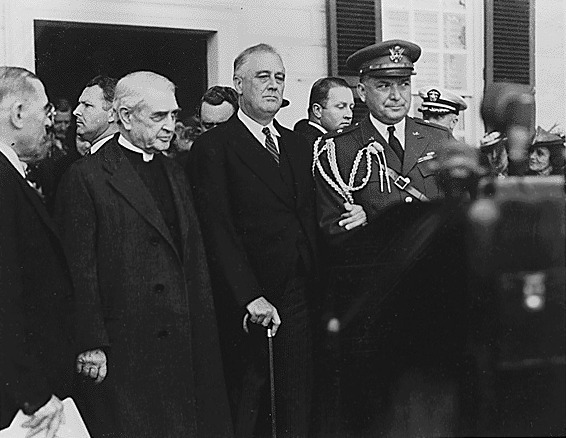
Президент Рузвельт и Эдвин «Па» Уотсон в 1939 году

Сын бизнесмена, занятого в табачной промышленности. В 1902—1906 годах обучался в военной академии США в Вест-Пойнте, одновременно с Джонатаном М. Уэйнрайтом и Джорджем С. Паттоном. В чине второго лейтенанта служил на Филиппинах, в Мексике и Соединенных Штатах. В 1915 году получил первый опыт президентской службы в качестве младшего военного помощника президента США Вудро Вильсона.
Участник Первой мировой войны с 1917 года. Принимал участие в боевых действиях в составе американского экспедиционного корпуса на Западном фронте во Франции. За успешные действия награждён медалью США «Серебряная Звезда» и французским «Военным крестом». После окончания войны остался во Франции, для участия в группе советников Президента США на Парижской мирной конференции, где был подписан Версальский договор.
С 1933 года — старший военный помощник Президента Франклина Д. Рузвельта. Со временем, став близким другом Президента, Уотсон принимал участие в ряде некоторых событий, ставшими поворотными моментами Второй Мировой войны. Сопутствовал Рузвельту в 1941 году на Атлантической конференции «Riviera» при заключении Атлантической Хартии с британским премьером У. Черчиллем.
В годы войны поддерживал постоянный контакт президента Рузвельта с генералами Дуайтом Эйзенхауэром, Дугласом Макартуром и адмиралом Нимицем.
В 1943 году участвовал в работе Тегеранской конференции, где впервые состоялись переговоры между Рузвельтом, Черчиллем и Сталиным.
Несмотря на ухудшение здоровья, в феврале 1945 года принял участие в Ялтинской конференции, посвящённой установлению послевоенного мирового порядка.
На обратном пути в США, умер на корабле в океане в результате кровоизлияния в мозг.
Уотсон был похоронен со всеми воинскими почестями на Арлингтонском кладбище в присутствии Президента Рузвельта. Сам президент скончался спустя два месяца в апреле 1945 года.
Посмертно награждён медалью «За выдающиеся заслуги».